# Суперфлуиди
Суперфлуидност је стање материје када вискозност флуида постаје нула, односно када флуид протиче у потпуности без трења. Вискозност (унутрашње трење) суперфлуида је такође 0. Ефекти суперфлуидности су пронађени 1938. године код хелијума 4He у течном агрегатном стању у уским капиларама на врло ниским температурама близу апсолутној нули (испод  2.17 К), када је измерено да се флуид кроз капилару креће без трења.
За суперфлуидност се каже да је то макроскопски квантни ефекат, јер се појава суперфлуидности може објаснити само квантном, не и класичном физиком. Суперфлуидност је једна од главних појава која се проучава у квантној хидродинамици. За флуид се каже да је суперфлуидан све док се у њему не дође до појаве елементарних ексцитација, као што је нпр. појава фонона.
До сада је суперфлуидност пронађена у течним изотопима хелијума у капиларама пречника до неколико милиметара и у ултра-хладним атомским гасовима. Такође, сматра се да су делови језгра неутронских звезда суперфлуидна. Постоје назнаке и да ексцитони (парови електрон-шупљина) у полупроводницима могу бити суперфлуидни.
Без обзирa на занимљивост ефекта, тренутно је његова примена јако мала, због врло ниских температура потребних да се суперфлуидност достигне. Суперфлуиди се данас користе већином за истраживачке сврхе у другим експериментима и у циљу разумевања суперфлуидности како би се ефекат суперфлуидности остварио на вишим температурама. Суперфлуиди се користе за хлађење јаких магнета због врло високе термалне проводности суперфлуидног хелијума 4He. Оба изотопа хелијума 4He и 3He се користе у детекторима честица.

## Историјат
Појава суперфлуидности је откривена код течног изотопа хелијума 4He у врло танким капиларама на изузетно ниским температурама близу температуре апсолутне нуле. Необичне особине течног хелијума су увидене и пре открића суперфлуидности, убрзо након након што је 1907. године Камерлинг Онес у лабораторији у Лајдену открио да хелијум може да постоји у течном агрегатном стању.
Ефекат суперфлуидности су независно једни од других открили Пјотр Капица са Руске академије наука и Џон Ф. Ален (енг. John F. Allen) и Дон Мисенер (енг. Don Misener)  са Универзитета у Кембриџу у расхлађеном течном хелијуму, што су објавили у научном часопису Nature 1938. године. Обе групе су посматрале изотоп хелијума 4He у танкој капилари у течном агрегатном стању и посматрали су како вискозност флуида зависи од температуре. Вискозност је континуално опадала са снижавањем температуре, а испод 2.17 К измерили су да је вискозност флуида пала на нулу. Капица је ефекат назвао суперфлуидност интуитивно препознавши сличност са феноменом суперпроводности.
Исте године, Фриц Лондон је дао објашњење појаве суперфлуидности преко до тада експериментално непотврђеном теоријом да идеални бозонски гас на ниским температурама (изузетно ниским температурама од испод неколико Келвина) подлеже Бозе-Ајнштајновој кондензацији. Лондон је такође претпоставио да би суперфлуидност могла бити повезана са суперпроводношћу која је као појава откривена годинама пре, претпостављајући да се суперпроводност може видети као суперфлуидност електронског гаса у металу. Лондон је заједно са Ласлом Тисом предложио опис суперфлуидне фазе моделом два флуида - једног обичног флуида и једног у којем су атоми кондензовани који одговара суперфлуидној компоненти. Значајан допринос опису суперфлуидности приписује се Лаву Ландау који је 1941. године по идеји модела два флуида али са оригиналном микроскопском идејом описао суперфлуид преко две врсте тада познатих квазичестичних ексцитација - фотона и ротона.
1950-их година Ричард Фајнман је испитивао повезаност суперфлуидности течног хелијума са бозонском статистиком која описује молекуле хелијумског гаса или флуида. Онсагер и Фајнман су независно један од другог предвидели појаву вортекса, односно вртлога, у суперфлуидном систему, те да је флукс коју сваки може поседовати строго квантован, односно одређен до на умножак одређеног минималног флукса. Ова теоретска предвиђања су експериментално потврдили Хал (енг. Henri Hall) и Винен (енг. William Vinen) 1950. године. Рејфилд (енг. G. W. Rayfield) и Реиф (енг. F. Reif) су 1960. године доказали постојање вортекса.
Позната БЦС теорија суперпроводности коју су 1957. године предложили Бардин, Купер и Шрифер допринела је разумевању и повезивању суперпроводности и суперфлуидности. Квантизација флукса је пронађена и у суперпроводницима типа ||.
Пакард (енг. Richard Packard) је забележио прве фотографије појединачних вортекса 1982. године. Авенел (енг. O. Avenel) и Варокво (енг. E. Varoquaux) су уочили Џозефсонов ефекат у изотопу хелијума 3He.

## Ландауовљева теорија суперфлуидности
Лав Ландау је 1962. године добио Нобелову награду за физику за своју пионирску теорију суперфлуидности течног хелијума, коју је предложио 1940-1941. године. Он је у физику увео појам квазичестице, претпоставивши да се ниско-температурне особине било ког макроскопског система могу објаснити путем ниско-енергетских ексцитација, односно квазичестица.
На температури апсолутне нуле, све док је флуид у стању мировања, у њему неће постојати ексцитације. Како би објаснио како суперфлуид може да протиче без дисипације, он је претпоставио да ако флуид кроз капилару протиче брзином {\displaystyle {\textbf {v}}_{0}} и ако дође до једне елементарне ексцитације тако да се створи квазичестица енергије {\displaystyle \epsilon _{\textbf {p}}} и момента импулса {\displaystyle {\textbf {p}}} у односу на референтни систем везаног за флуид, онда ће укупна енергија флуида у односу на непокретни референтни систем бити:
{\displaystyle E_{tot}={\frac {m({\textbf {v}}_{0}+{\frac {\textbf {p}}{m}})^{2}}{2}}=E_{kin}^{0}+\epsilon _{\textbf {p}}+{\textbf {v}}_{0}{\textbf {p}}}
На основу овог израза се види да је стварање квазичестице енергетски повољно уколико је:
{\displaystyle \epsilon _{\textbf {p}}+{\textbf {v}}_{0}{\textbf {p}}\leq 0}
односно када је:
{\displaystyle |{\textbf {v}}_{0}|\geq {\frac {\epsilon _{\textbf {p}}}{|{\textbf {p}}|}}}
Минимум на левој страни израза се постиже када су {\displaystyle {\textbf {v}}_{0}} и {\displaystyle {\textbf {p}}} антипаралелни, односно {\displaystyle {\textbf {v}}_{0}{\textbf {p}}=-v_{0}p} и тако се добија критична брзина:
{\displaystyle v_{c}={\frac {\epsilon _{\textbf {p}}}{p}}}
Дакле, Ландауовљев услов за критичну брзину гласи да када је релативна брзина протицања флуида у односу на капилару {\displaystyle {\textbf {v}}_{0}} мања од критичне брзине {\displaystyle |{\textbf {v}}_{0}|<v_{c}}, неће доћи до спонтаног креирања ексцитација јер то неће бити енергетски повољно, тако да ће се флуид кретати без дисипације, односно имаће особине суперфлуида.

### Ландауовљев критеријум суперфлуидности у Бозе-Ајнштајновом кондензату
Ландауовљев услов за критичну брзину је задовољен код ексцитационог спектра Богољубовљевих квазичестица у Бозе-Ајнштајновом кондензату и тиме је успостављена повезаност између суперфлуидности и Бозе-Ајнштајновог кондензата.
Критична брзина за слабо-интерагујући Бозе-Ајнштајнов кондензат је брзина звука {\displaystyle v_{c}=c}. Ексцитациони спектар јако-интерагујућег Бозе-Ајнштајнов кондензата (као што је течни 4He) изгледа мало компликованије, али и код њега постоји критична брзина изнад које је флуид суперфлуидан и та брзина је мања од брзине звука {\displaystyle v_{c}<c}.

## Последице
Када материјал постане суперфлуид, он се чудно понаша:
- Када се стави у отворену посуду, он се подиже са страна и прелива се преко врха;
- Када се посуда са течношћу заокрене у односу на свој првобитни положај, течност унутра се неће никад померити, вискозитет течности је нула, или посуда са течношћу може да се помера било којом брзином, а да не утиче на течност која је окружује;
- Ако сија светлост у посуду са супер флуидом и налази се отвор на врху, флуид ће направити облик фонтане и излазити са излаза на врху

## Ламбда тачка
Тачка при којој течност постаје суперфлуид се назива ламбда тачка. То је зато што област која окружује специфичног топлотног капацитета и температуре формира облик грчког слова ламбда.
График има асимптоту у својој ламбда тачки, то је када се атоми довољно полако померају из јединственог енергетског стања и онда нису под утицајем других атома. Изнад ламбда тачке сви атоми се крећу у неодређеном правцу, али испод ове температуре они се сви крећу оранизовано. Ове ефекте можемо да видимо код хелијума 4 зато што је још увек течност на овим ниским температурама док већина супстанце очврсне изнад ових температура.